# Judy Is a Punk
«Judy Is a Punk» (рус. Джуди — панк-рокер) — песня панк-рок-группы Ramones, вошедшая третьим треком на их дебютный лонгплей, первый в истории панк-рок альбом «Ramones» (1976). Эта песня была исполнена уже на первом демо группы, записанном в 1975 году. Также «Judy Is a Punk» была сыграна группой на двух самых её известных концертных альбомах, It’s Alive и Loco Live.
Песня была написана группой о двух реально существовавших крайне рьяных фанатах, которых звали Джекки и Джуди и которые следовали за Ramones всюду, куда бы группа не направилась. В интервью для документального фильма «End of the Century: The Story of the Ramones» песня была названа пророческой, так как предугадала безвременную смерть Джекки и Джуди в авиакатастрофе: в песне есть строчка «Perhaps they’ll die, oh yeah» (рус. Возможно, они умрут, о да). Для альбома 1980 года End of the Century к песне было написано «продолжение» темы песни, названное «The Return of Jackie and Judy» (рус. Возвращение Джекки и Джуди). Вступление к песне является одним повторяющимся сыгранным на дисторшне аккордом, повторяющемся с огромной скоростью.
Песня была включена в саундтрек фильма 2001 года «Семейка Тенненбаум».